# Ян Непомуцен Потоцький
Ян «Непомуцен» Потоцький (пол. Jan Nepomucen Potocki, *8 березня 1761, с.Пиків Вінницького повіту, (тепер Калинівський район, Вінницька область) — †23 грудня 1815, Уладівка, Літинський район, Вінницька область) — польський письменник (романіст, драматург), історик, етнограф, археолог, географ, соціолог, публіцист, редактор, видавець, бібліограф, мандрівник Європою та Азією.
Автор 24 великих праць з різних галузей знання. Почесний член Імператорської АН у Петербурзі. Перший за часом славіст.
Автор праць, які започаткували краєзнавче вивчення Волині, Поділля та Херсонщини.
Перший польський повітроплавець.

## Життєпис
Через незгоди в краї, батьки відправили молодого Яна та молодшого на один рік брата Северина (1762—1829) на навчання в школах Женеви і Лозанни в Швейцарії, де він провів свої юнацькі роки. Швидко оволодів кількома мовами, з любов'ю вивчав грецьких і римських істориків, природознавство, математику.
1778 — брав участь як лейтенант кавалерії в Баварській війні. 1779 — Потоцький відвідав Італію та Сицилію та затримався на Мальті, брав участь в морських походах Мальтійського ордену проти корсарів.
1784 — Залишив військову службу і одружився. 8 квітня 1784 з Миргороду через землі Запорожців вирушив до Дніпровського лиману, щоб вже звідти вирушити в подорож до Стамбулу. У описі цієї подорожі, зокрема, читаємо: 

| «Вчора в Миргороді ми залишили кордони Польщі, сьогодні перебуваємо посеред краю, в якому проживали колись запорожці; тут я висловив кілька співчуттів на користь цієї войовничої нації, яку було знищено внаслідок простої забаганки російської імператриці. Це були, без сумніву, незручні сусіди, але згромадження цих флібустьєрів-целібатників створювало особливе і, можливо, унікальне явище у цивільному порядку того часу. Їх заступили росіяни і волохи, чиї віддалені будівлі ще й досі не створюють сіл» (Potocki Jan. Voyage en Turquie et en Egypte. Paris, 1788. P. 1-2, українською переклав Вадим Ададуров)[5][6]. |
Через Чорне море Потоцький здійснив подорож до Стамбулу і звідти до Єгипту. В кінці року він прибув до Парижу, де вивчав історію слов'янства з робіт античних авторів. Зимою 1784 та 1785 та чотири роки по тому Потоцький перебував в Парижі, де займався науковою працею. У 1787 здійснив подорож до Голландії, потім повернувся у рідні краї та став підданим Російської імперії, що дало можливість досліджувати кавказькі країни (весною 1787 здійснив подорож на Кавказ, результати якої знаходилися довгий час лише в рукописах, в бібліотеці філософічного товариства в Філадельфії; повністю виданий рукопис цієї подорожі був виданий Кляпротом уже після смерті).
Належав до числа енциклопедично освічених людей свого часу. Змолоду багато подорожував. Побував у Франції, Швейцарії, Італії, Іспанії, Голландії, Великій Британії, Мальті, Тунісі, Греції, Сербії, Марокко, Угорському королівстві, Єгипті, Османській імперії, Китаї, Монголії, а з 1797 року мандрував Російською імперією, зокрема по Сибіру, Кавказу.
З 1788 Потоцький переселився до Варшави в зв'язку з обранням його послом на соймі. На власні кошти Потоцький заснував в Варшаві друкарню, в якій видавав власні наукові праці з слов'янської історії. Першою виданою працею була «Подорож до Туреччини та Єгипту» (1788). У наступному році він видав друге видання, з доданням щоденника подорожі до Голландії. Всі свої праці він завжди друкував в кількості 100 екземплярів. З Потоцьким в Варшаві знаходився улюблений слуга турок та білий пудель, з якими він далі ніколи не розлучався. У Варшаві Потоцький разом з Бланшаром перший раз в Польщі, піднявся на повітряній кулі, на пам'ять про цю подію король наказав карбувати монету, на якій був викарбуваний Потоцький. У 1791 році здійснив подорож до Іспанії, Марокко, Португалії, Англії, Франції.
У 1792 був задіяний у війні проти Російської імперії. В середині січня 1792 Потоцький повернувся з Парижу. Він приєднався до Торговицької конфедерації і виставив за свої кошти 1000 козаків на захист рідного краю. Після третього поділу Речі Посполитої Ян Потоцький повернувся до вивчення слов'янської історії. У 1794-1796 працював над науковими роботами у Відні та Німеччині. У 1801 — 1802 через контакти з Адамом Єжи Чорторийським знаходився у Петербурзі.
1802 — він видав свою працю — Histoire primitive des peuples de la Russie, але був несправедливо розкритикований німцем Шлецером. 1804 в Петербурзі він видав — Histoire des gouvernements de Volhynie, de Podolie et de Cherson. 1805 Потоцький був затверджений у складі делегації до Китаю, під керівництвом Головкіна, а Потоцький був призначений керівником відділу вчених.
1808 — 1809 — Потоцький перебував в своїх маєтках, а також Тульчині на Поділлі. Зиму він провів в Кременці, переважно працюючи в бібліотеці, саме тоді він надав бібліотеці багато своїх праць. В 1810 Потоцький знову працює в Петербурзі, саме тоді він став членом Вченого товариства в Москві, Приятелів наук в Варшаві та Академії наук в Петербурзі. В цьому ж році він видав Атлас археологічний Росії європейської.
Після війни 1812 р. Потоцький до кінця життя перебував на Поділлі, Волині, Україні.
Час до часу жив у Тульчині.
У 1792 році вступив до клубу якобинців у Парижі, у 1780—1790 роках був автором проектів реформ Польщі з метою її оздоровлення. Після третього поділу Польщі (1795) став наближеним до двору російського імператора Павла I, а за Олександра I служив у Міністерстві закордонних справ у Петербурзі.
Наукова праця Яна Потоцького була зосереджена переважно в галузі історії слов'янських народів. Він намагався показати могутність і самобутність слов'янських народів, їхнє значення в долях людства.
Серйозно досліджував історію скіфів, сарматів, ранніх слов'ян, обстоюючи автохтонність слов'янських народів.
1790 року у Варшаві здійснив визначний, як на ті часи, науковий подвиг — піднявся у повітря на кулі власної конструкції разом із уславленим французьким повітроплавцем Бланшаром. Це був перший у світі науковий політ «апарата з двома кабінами по боках для наукових досліджень», який пролетів відстань в 1 польську милю (7,5 км) на висоті 2-3 км. «Благословляю науку, — писав Ян Потоцький, — яка приносить мені щастя, спокій і навіть насолоду, всупереч жахливому хаосу, в який укинуто наш час…»
Творче надбання Яна Потоцького, різноманітні плоди його пера, які він видавав на диво малими тиражами (Археологічний атлас Європейської Росії — 57 книг, одноактні комедії — поки що знайдено одну книгу), ще чекають своїх дослідників.
1812 року граф Потоцький повернувся в Україну. В останні роки свого життя, під впливом важких фізичних і моральних мук, він впав у меланхолію. 2 грудня (20 листопада) 1815 року в панському будинку в селі Уладівка пролунав постріл. Коли челядь і родичі увірвалися в бібліотеку, граф лежав на канапі з закривавленою скронею.

## Рукопис, знайдений у Сарагосі
Як письменник уславився фантастично-філософським романом «Рукопис, знайдений у Сарагосі». В передмові до твору, Потоцький описує, що він знайшов рукопис під час свого перебування в Сарагосі, зберіг його та пізніше під час перебування в іспанця, який був йому вдячний за збереження цього рукопису, попросив цей рукопис перекласти з іспанської на французьку мову.
Створюючи по суті перший польський роман, вклав у нього складний і заплутаний зміст, який у тій чи іншій мірі пов'язаний з його власними блуканнями та роздумами. Це не означає що «Рукопис» автобіографічний. Химерне поєднання переказу давньоєгипетських та юдейських вірувань з пустотливими епізодами в стилі «злодійського роману», опис палацових інтриг, витончена еротика, екзотичне тло подій, в складних перипетіях яких важко розібратись, — все це підпорядковано, очевидно, одній цілі, одній раціональній концепції, породженій болісними, але плідними філософськими пошуками Віку Просвітництва. О. С. Пушкін, будучи під враженням від прочитаного роману, написав незакінчений вірш «Альфонс садится на коня…».
В 1965 вийшов фільм «Рукопис, знайдений у Сарагосі» польського режисера Войцеха Гаса.

## Наукові праці
Наукові пошуки почав з дослідження питання походження слов'ян з праць античних авторів (досліджував предків слов'ян: скіфів, сарматів та власне слов'ян).
1789- 1790 в Варшаві вийшла наукова праця (Essai sur l'histoire universelle et recherches sur la Sarmatie, 5 Bde., Warschau 1788) Потоцького присвячена історії Сарматії. В першій частині якої була описана також історія угорців та печенігів.
1794 Потоцький здійснив подорож по Німеччині (західній Сарматії) і видав у 1795 році ще одну наукову працю (Voyage de Basse-Saxe, Hamburg) присвячену цій частині.
1796 Потоцький публікує французькою мовою свою працю (Fragments historiques et geographiques sur la Scythie, la Sarmatie et les Slaves) «Історичні та географічні матеріали про Скіфію, Сарматію та слов'ян», де обстоює тезу про автохтонність слов'ян, підкреслює, що українці — окремий слов'янський народ та розділяє росіян і українців, виводе перших з новогородських слов'ян, а других — з полян і древлян..
1797 Потоцький здійснює подорож на Кавказ. В кінці 1798 Потоцький повернувся в Крим. Результати цієї подорожі описані Потоцьким в праці (Voyage dans le steps d'Astrahan et de Caucas)
Автор 24 великих праць, зокрема:
- «Дослідження про сарматів» в 4-х томах (Варшава, 1789—1792)
- «Історичні та географічні матеріали про Скіфію, Сарматію та слов'ян» (Брауншвейг-Берлін, 1796)
- «Коротка історія народу Росії» (СПб, 1802).
- У 1804—1805 рр. видав французькою мовою три книги, присвячені історії Волині, Поділля та Херсонщини, з використанням археологічних матеріалів

Унікальну колекцію його творів було передано Крем'янецькому ліцею.
- Histoire anciènne du gouvernement de Podolie: pour servir de suite à l'histoire primitive des peuples de la Russie 1805
- Histoire ancienne des provinces de l'empire de Russie / 3. Histoire ancienne du gouvernement de Wolhynie. — 1805 [Архівовано 13 грудня 2013 у Wayback Machine.]
- Histoire ancienne des provinces de l'empire de Russie / 1. Histoire ancienne du gouvernement de Chèrson. — 1804 [Архівовано 13 грудня 2013 у Wayback Machine.]

## Нагороди
Був нагороджений Станіславом Августом —
- Орденом Білого Орла (1784 р.),
- пізніше Орденом святого Станіслава (1788—1792 рр.).
- Орден Святого Володимира 1 ступеня

## Родина
Син крайчого коронного Юзефа Потоцького. Правнук останнього гетьмана з роду Потоцьких — Юзефа Потоцького. Дитинство пройшло в родинних маєтках Потоцьких: Пикові, сусідній Уладівці.
Після повернення з Мальти додому одружився 1783 р. Юлією Любомирською. 1793 р. померла перша дружина Юлія Любомирська.
1799 р. одружився з донькою Станіслава Щенсного Потоцького — Констанцією.
Був двічі одружений. Від першого шлюбу з княгинею Юлією Любомирською мав двох синів — Альфреда й Артура, від другого (з двоюрідною сестрою — графинею Констанцією Потоцькою) — сина Бернарда та доньок Ірену та Терезу. Після смерті батька книжкові скарби і весь архів перейшли у спадок до старших синів.

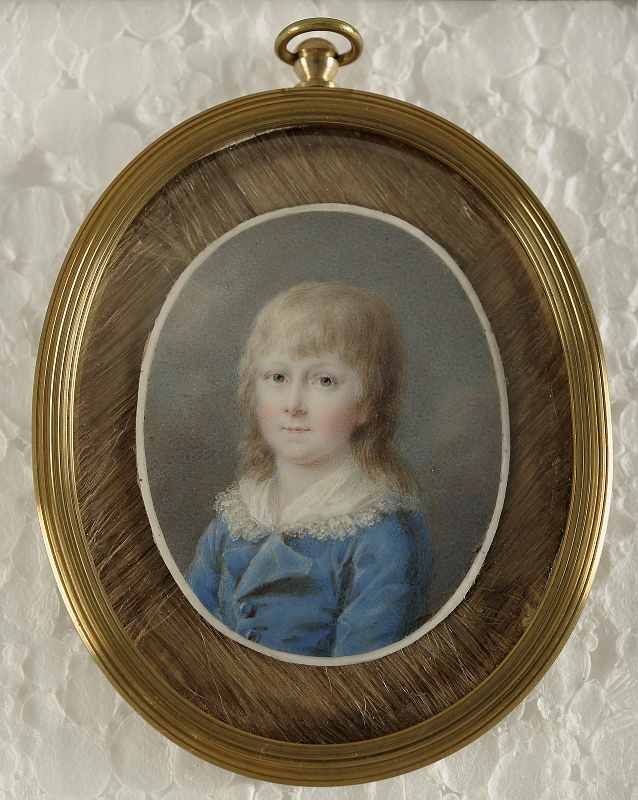
Ян Потоцький (1770)
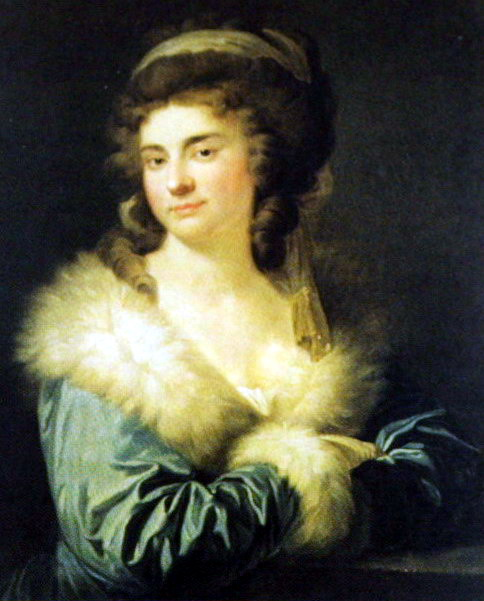
Юлія Потоцька (1793)
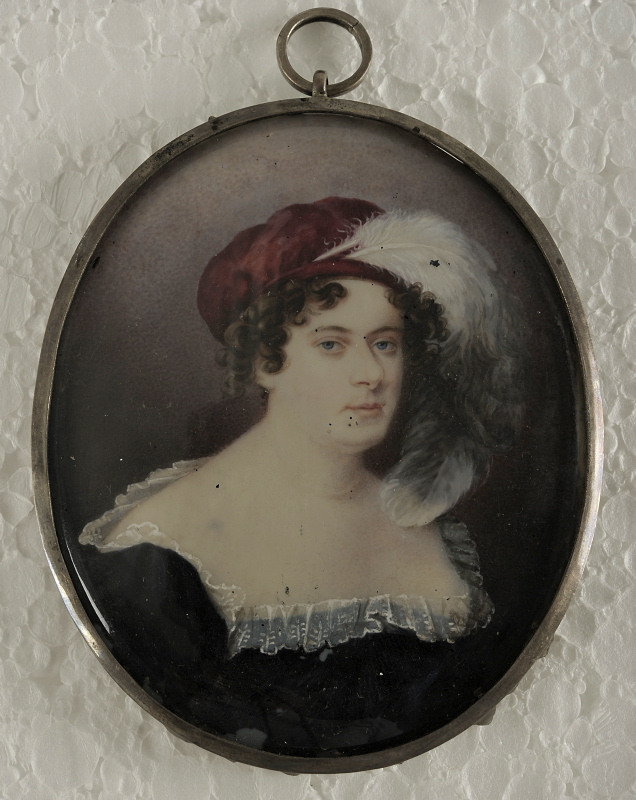
Констанція з Потоцьких Потоцька (1783-1852)
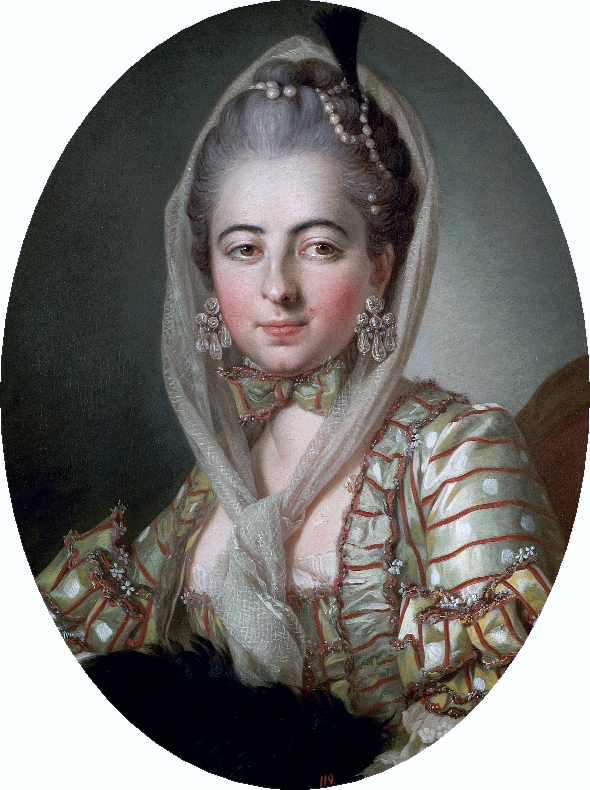
Тереза з Оссолінських Потоцька (мати)
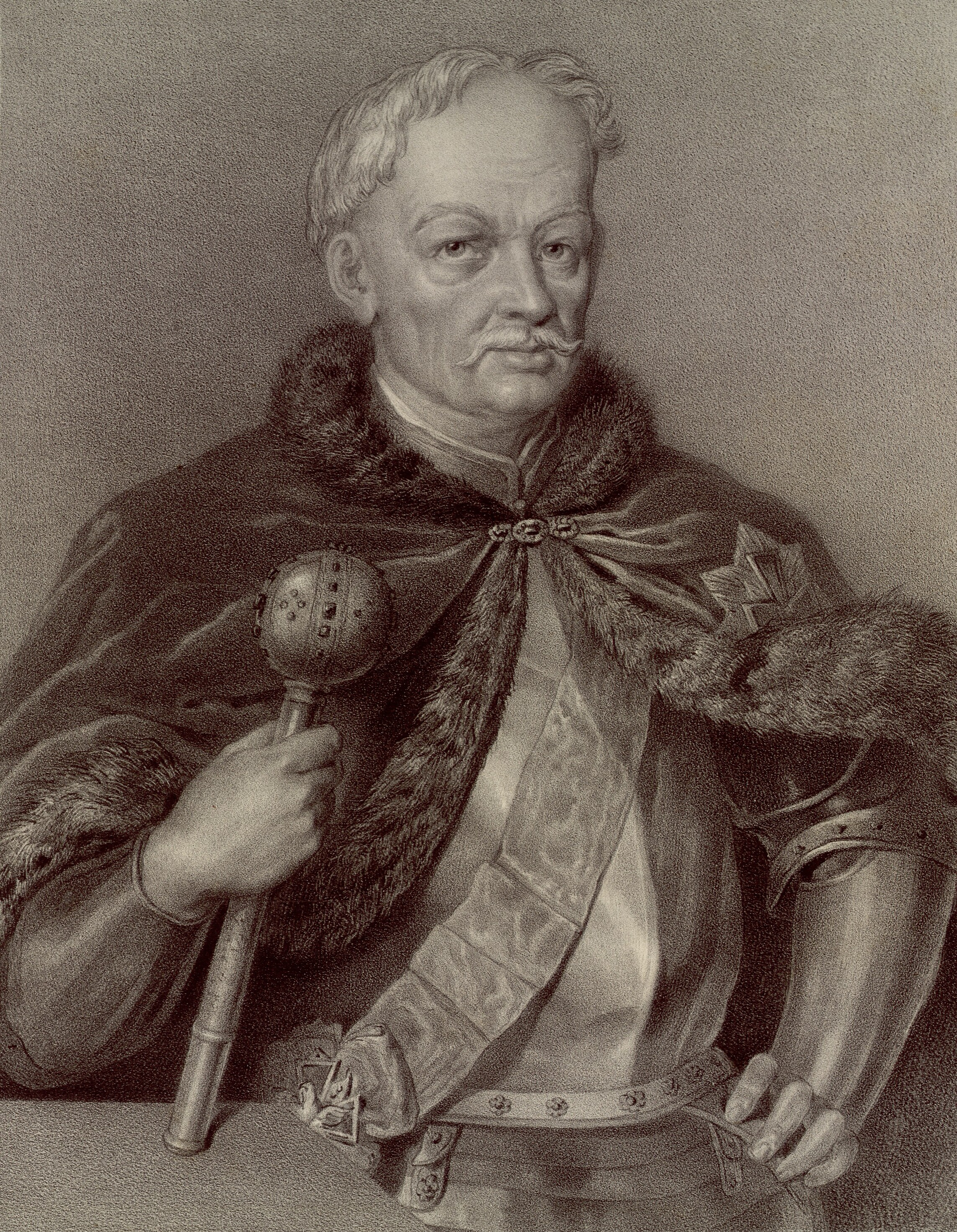
Юзеф Потоцький (ГВК -- прадід)

## Вшанування пам'яті
У селі Уладівка Літинського району Вінницької області 17 жовтня 2014 року відкрито пам'ятний знак Яну Потоцькому.